# Folldal
Folldal – norweskie miasto i gmina leżąca w regionie Hedmark.
Folldal jest 73. norweską gminą pod względem powierzchni.

## Demografia
Według danych z roku 2005 gminę zamieszkuje 1717 osób. Gęstość zaludnienia wynosi 1,35 os./km². Pod względem zaludnienia Folldal zajmuje 354. miejsce wśród norweskich gmin.
| ludność stan na 1 stycznia 2005 |         |           |       |
|                                 | kobiety | mężczyźni | razem |
| osób                            | 893     | 824       | 1717  |
| %                               | 52,01%  | 47,99%    | 100%  |

| wykształcenie stan na 1 października 2004 |            |         |        |          |
|                                           | podstawowe | średnie | wyższe | nieznane |
| osób                                      | 324        | 835     | 204    | 26       |
| %                                         | 23,33%     | 60,12%  | 14,69% | 1,87%    |

## Edukacja
Według danych z 1 października 2004:
- liczba szkół podstawowych (norw. grunnskolar): 3
- liczba uczniów szkół podst.: 228

## Władze gminy
Według danych na rok 2011 administratorem gminy (norw. rådmann) jest Brit Kværness, natomiast burmistrzem (norw. ordfører, d. borgermester) jest Eva Tørhaug.